# Synovial Joints
Synovial Joints ist ein Jazzalbum von Steve Coleman and the Council of Balance. Die 2014 entstandenen Aufnahmen erschienen am 28. April 2015 auf Pi Recordings.

## Hintergrund
Steve Coleman nahm das Album mit einem großen Ensemble auf; darin spielten neben Coleman (Altsaxophon) Jonathan Finlayson und Jeff Missal Trompeten, Tim Albright (Posaune), David Nelson (Bassposaune), Maria Grand (Tenorsaxophon), Anthony Tidd (E-Bass), Miles Okazaki (Gitarre), Marcus Gilmore (Schlagzeug), David Bryant (Piano), Jen Shyu (Gesang), Barry Crawford (Piccoloflöte, Flöte), Rane Moore (Klarinetten), Kristin Lee (Violine), Chris Otto (Bratsche), Jay Campbell (Cello), Greg Chudzik (Kontrabass) sowie Alex Lipowski, Ned Sacramento, Ramon Garcia Perez und Mauricio Herrera am Schlagzeug.

## Titelliste
- Steve Coleman and the Council of Balance: Synovial Joints (Pi Recordings PI57)[1]

1. Acupuncture Openings 5:25
2. Celtic Cells 9:36
3. Synovial Joints – Part I – Hand and Wrist 8:19
4. Synovial Joints – Part II – Hip and Shoulder 3:50
5. Synovial Joints – Part III – Torso 2:43
6. Synovial Joints – Part IV – Head and Neck 2:38
7. Tempest 5:56
8. Harmattan 8:52
9. Nomadic 9:24
10. Eye of Heru 5:12

Die Kompositionen stammen von Steve Coleman.

## Rezeption

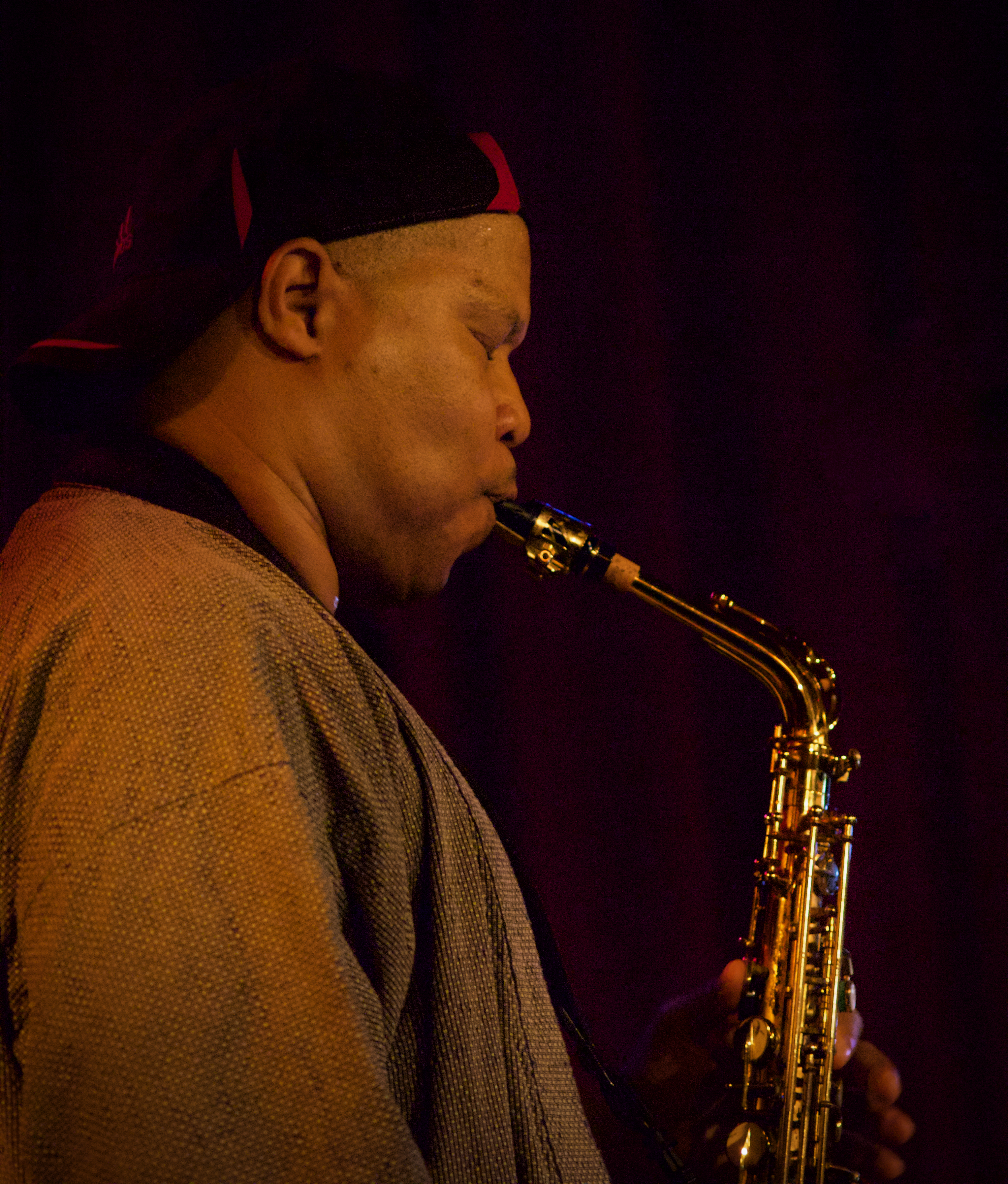
Steve Coleman (2010)

Schon das Vorgängeralbum Functional Arrhythmias habe eine für diesen kompromisslosen Künstler untypische Sanftheit, schrieb John Fordham im Guardian, und Synovial Joints würde diese „musikalische Herzlichkeit“ noch weiter steigern. Colemans jahrzehntelange Mission bestehe darin, mathematische Gesetzmäßigkeiten aus der Natur, der Astronomie und der Philosophie in Improvisationsmusik zu integrieren, und diese Erweiterung seiner Five Elements-Band auf 21 Mitglieder – zusätzlich zu Jazz-, Latin- und Musikern der zeitgenössischen Musik sei sein ehrgeizigstes Projekt. Schlanke, prägnante Themen würden immer noch nach Colemans charakteristischer Manier klingen, aber die Mischung aus eleganten Cello-Tönen und kühler Altsaxophon-Melodie in „Acupuncture Openings“, den warmen Posaunen- und Streicherklängen in „Celtic Cells“ und den Tuba-Hooks und afro-kubanischer Perkussion in der titelgebendem Suite seien unerwartet und durchweg hinreißend. Manchmal klinge es wie eine frühe New Orleans-Jazzband, die einen Film-Noir-Soundtrack mit einer Prise freier Improvisation und Salsa spiele; auf jeden Fall sei es Colemans Strenge als Komponist und Improvisator, die das Ganze definiere.